# Ṁ
Das Ṁ (kleingeschrieben ṁ) ist ein Buchstabe des lateinischen Schriftsystems. Er besteht aus einem M mit Überpunkt.
In der alten Orthographie der irischen Sprache stand das Ṁ für ein lenisiertes M (Lautwerte [⁠v⁠], [⁠vʲ⁠] und [⁠w⁠]). In der heutigen Orthographie wird dafür der Digraph mh verwendet. Weiterhin findet der Buchstabe in ISO 15919 Verwendung, dort stellt er das indische Nasalierungszeichen Anusvara dar.

## Darstellung auf dem Computer
Unicode enthält das Ṁ an den Codepunkten U+1E40 (Großbuchstabe) und U+1E41 (Kleinbuchstabe).
In TeX kann man das Ṁ mit den Befehlen \.M und \.m bilden.